# Browningia albiceps
Browningia albiceps ist eine Pflanzenart aus der Gattung Browningia in der Familie der Kakteengewächse (Cactaceae). Das Artepitheton albiceps leitet sich von den lateinischen Worten albus für ‚weiß‘ sowie -ceps für ‚köpfig‘ ab und verweist auf das durch dichtstehenden Areolen verursachte weiße Aussehen der Triebspitzen.

## Beschreibung
Browningia albiceps wächst baumförmig und erreicht Wuchshöhen von 5 bis 6 Meter. Häufig wird ein bis zu 2 Meter hoher Stamm ausgebildet. Die aufrechten bis ausladenden Triebe im Kronenbereich weisen Durchmesser von 8 bis 10 Zentimeter auf. Es sind etwa 17 Rippen vorhanden, die 1,2 bis 1,5 Zentimeter hoch sind. Auf ihrer Rückseite sind sie nur sehr wenig gekerbt. Die darauf befindlichen runden, weißen Areolen stehen 7 bis 10 Millimeter voneinander entfernt. Die aus den Areolen entspringenden Dornen sind an jungen Pflanzen pfriemlich bis dick nadelförmig. Die Areolen älterer Stämme sind stark bedornt. Die Areolen der Kronentriebe tragen 12 bis 20 borstenartige, gelbliche Dornen von 5 bis 20 Millimeter Länge.
Über die Blüten, Früchte und Samen ist nichts bekannt.

## Verbreitung und Systematik
Browningia albiceps ist in der peruanischen Region Cajamarca im oberen Teil des Tales des Rio Saña in Höhenlagen von 1000 Metern verbreitet.
Die Erstbeschreibung erfolgte 1981 durch Friedrich Ritter.

## Nachweise